# Prionocyphon discoideus
Prionocyphon discoideus là một loài bọ cánh cứng trong họ Scirtidae. Loài này được Say miêu tả khoa học năm 1825.